# Angela Carter

Angela Carter, właśc. Angela Olive Stalker (ur. 7 maja 1940 w Eastbourne, zm. 16 lutego 1992) – angielska pisarka i publicystka.
Karierę dziennikarską zaczynała w Croydon Advertiser. W 1969 za książkę Several Perceptions zdobyła Somerset Maugham Award i na dwa lata wyjechała do Tokio (część nagrody musi zostać przeznaczona na podróże zagraniczne). Sporo podróżowała po Azji, Stanach Zjednoczonych i Europie. Lata 70. częściowo spędziła jako rezydentka renomowanych uniwersytetów angielskich i australijskich.
Publikowała na łamach The Guardian, The Independent i New Statesman. Obok utworów prozatorskich jest autorką dramatów, książek dla dzieci a także scenariuszy dwóch filmów opartych na jej prozie: Towarzystwa wilków Neila Jordana (1984) oraz Magicznego sklepu z zabawkami (1987).
Carter, czołowa angielska pisarka drugiej połowy XX w., jest kojarzona z ruchem feministycznym. Uznaje się ją za przedstawicielkę realizmu magicznego w literaturze europejskiej. Pisarka przy konstruowaniu fabuły swoich książek – posługując się bogatym językiem i poetycką stylizacją – często korzystała z motywów europejskich (anglosaskich) baśni i legend, nie tracąc przy tym realistycznej drapieżności w krytyce stosunków społecznych panujących w Wielkiej Brytanii. Narratorami jej powieści i opowiadań z reguły są kobiety.

## Proza (wybór)
- Shadow Dance (1966)
- Magiczny sklep z zabawkami (ang. The Magic Toyshop 1967)
- Several Perceptions (1968)
- Marianna i barbarzyńcy (ang. Heroes and Villains 1969)
- Love (1971)
- The Infernal Desire Machines of Doctor Hoffman 1972
- The Passion of New Eve (1977)
- The Bloody Chamber and Other Stories 1979, zbiór opowiadań
- Wieczory cyrkowe (ang. Nights at the Circus 1984)
- Czarna Wenus (ang. Black Venus 1985, zbiór opowiadań)
- Mądre dzieci (ang. Wise Children 1991)
- The Virago Book of Fairy Tales 1990, The Second Virago Book of Fairy Tales 1992 – dwa zbiory baśni z całego świata, wydane razem w 2005 jako Angela Carter's Book of Fairy Tales